# Juri Nikolajewitsch Golizyn

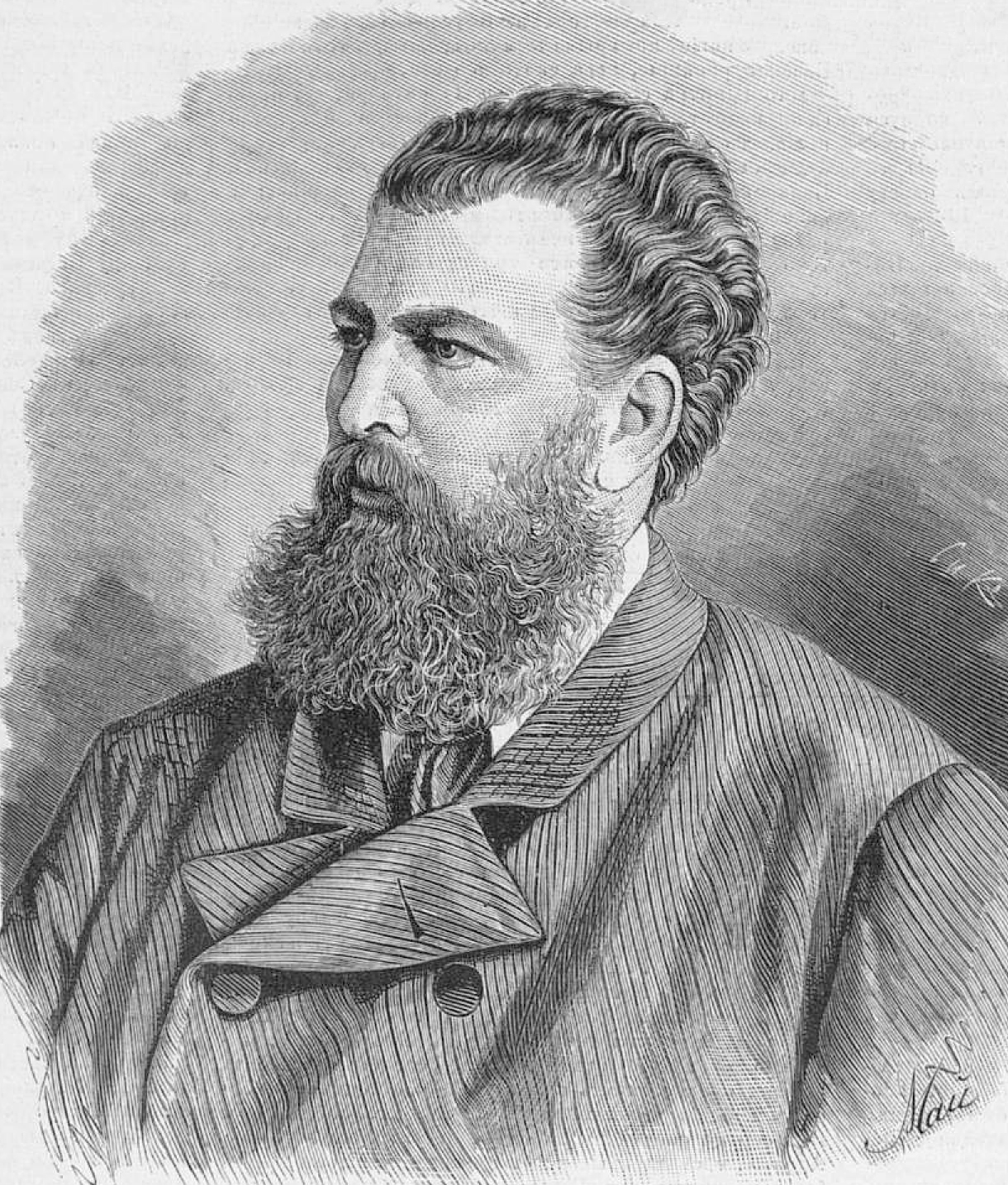
Juri Nikolajewitsch Golizyn

Juri Nikolajewitsch Golizyn (russisch Юрий Николаевич Голицын, auch: Galizin oder Gallitzin; * 17. Novemberjul. / 29. November 1823greg. in Sankt Petersburg; † 21. Augustjul. / 2. September 1872greg. ebenda) war ein russischer Komponist.

## Leben
Golizyn war der Sohn von Beethovens Mäzen Nikolai Borissowitsch Golizyn, der die Petersburger Gesellschaft der Musikfreunde gegründet hatte und Widmungsträger von Beethovens Ouvertüre zu Die Weihe des Hauses und seiner letzten drei Streichquartette war. Er studierte in St. Petersburg bei Gawriil Jakinowitsch Lomakin und in Leipzig bei Moritz Hauptmann. Er gründete 1842 in Moskau einen Knabenchor und später ein Orchester. Mit Chor und Orchester unternahm er Tourneen durch England, Deutschland, Frankreich und Amerika. Er komponierte zwei Messen, zwei Orchesterfantasien, Chöre und Lieder.
Golizyn war Kaiserlicher Russischer Kammerherr und Adelsmarschall des Gouvernements Tambow.